# Föreningen Jag
Föreningen Jag, Riksföreningen Jag (Jämlikhet, Assistans & Gemenskap), av organisationen skrivet Föreningen JAG, Riksföreningen JAG, är en svensk ideell riksförening, bildad 1992 och är en del av medborgarrättsrörelsen Independent Living. Föreningen arbetar aktivt mot IQ-diskriminering och den främsta insatsen hittills är att säkerställa att personer med intellektuell funktionsnedsättning omfattades av rättighetslagen.
Riksföreningen Jag är en nationell intresseorganisation för assistansanvändare med intellektuell funktionsnedsättning.

## Historik
Redan på 1970-talet arbetade Föreningen Jags ordförande Magnus Andén tillsammans med sin företrädare Gerd Andén intressepolitiskt för en avveckling av vårdhem för personer med intellektuell funktionsnedsättning. På den tiden fanns inget eller väldigt lite stöd att få från samhället för familjer som ville att deras barn skulle kunna växa upp hemma i sin familj. Det enda stöd som erbjöds var vårdhemsplats.
I slutet av 1980-talet avskaffades alla stora vårdhemsinstitutioner och ersattes av mindre gruppbostäder som dessvärre kom att fungera som små institutioner där boende fortfarande fick anpassa sina liv efter personalens och andra boendes tider och rutiner. Alla aktiviteter skedde i grupp och man behandlades inte som enskilda individer. Integration i övriga samhället var omöjligt med denna stödform.
I början av 1990-talet blossade en intensiv debatt om dödshjälp upp i Sverige och rätten att ens få leva ifrågasattes för människor med stora funktionsnedsättningar. Där någonstans föddes idén till en förening för dem med de största funktionsnedsättningarna.
Föreningen Jag grundades 1992 av bland annat Magnus Andén med stöd av sin gode man Gerd Andén. Föreningen Jag var drivande för assistansreformen i Sverige.

## Ideologi
Jags ideologi handlar om rätten att kunna vara huvudperson i sitt eget liv och aktiv i sin förening trots stora funktionsnedsättningar.
För inte så länge sedan levde personer som Jags medlemmar undangömda på institutioner men med hjälp av personlig assistans har alla nu möjlighet att leva ett liv i frihet. Alla kan själv välja var och med vem de vill bo. Helt i enlighet med artikel 19 i Konventionen om rättigheter för personer med funktionsnedsättning. Barn med stora funktionsnedsättningar kan växa upp i en familj tack vare att personlig assistans är ett stöd som alltid finns där barnet finns.

## Verksamhet

### Påverkansarbete
Jag jobbar med politisk påverkan för att i första hand försvara assistansreformen och rätten till personlig assistans för dem som har de största funktionsnedsättningarna genom att uppvakta myndigheter och beslutsfattare, genom att anordna och delta i demonstrationer, vara remissinstans för olika utredningar eller delta i samråd och samverkansmöten.
Föreningen Jag har vid flera tillfällen fått stöd till olika projekt från allmänna arvsfonden. Bland annat den då kontroversiella och nyskapande modellagenturen Funkisbyrån (2007-), en modellagentur där man endast får vara med om man har en funktionsnedsättning.
Under 2015 startade Föreningen Jag arvsfondsprojektet Vi vill bidra  vars syfte är att ändra på perspektivet och visa att personer med stora funktionsnedsättningar med hjälp av assistans kan göra en insats genom att bidra med sin funktionsförmåga på arbetsmarknaden istället för att få en insats, som daglig verksamhet.

### Personlig assistans
Jag driver även ett assistanskooperativ, Brukarkooperativet Jag, med ca 440 assistansanvändare i hela Sverige. Kooperativet är arbetsgivare åt cirka 3 500 personliga assistenter. De har även dotterbolag i Finland och Norge.